# Johan Schade
Johan Stefan Schade (født 8. december 1801 på Esrom Kro, død 1. oktober 1881 på Samsø) var en dansk præst og politiker.
Schade var søn af kroejer Jens Tang Schade. Han blev student fra Helsingør Latinskole i 1821. Han var efterfølgende huslærer flere steder inden han blev teologisk kandidat i i 1839. Han var så huslærer i Nordby på Samså før han blev sognepræst i Grimstrup og Årre Sogne i Ribe Amt i 1853. Han blev tildelt en kapellan i 1853 på grund af dårligt helbred og blev afskediget i 1859. Schade boede på Samsø i sine sidste år til sin død i 1881.
Han var medlem af Folketinget valgt i Ribe Amts 2. valgkreds (Hjertingkredsen) fra 27. maj 1853 til 6. september 1853. Han vandt over professor F.E.A. Schiern ved folketingsvalget 27. maj 1853 men nedlagde mandatet i september på grund af helbredsproblemer.